# Pierre Montesquiou
Pierre Montesquiou, francoski maršal, * 1645, † 1725.